# Lawton (Oklahoma)
Lawton je město ležící v americkém státě Oklahoma. V roce 2010 zde žilo 96 867 obyvatel. Město má rozlohu 210 kilometrů čtverečních. Nachází se v jihozápadní Oklahomě, asi 140 kilometrů od hlavního města Oklahoma City. Je to páté největší město Oklahomy, také je okresním městem Comanche County.

## Geografie
Lawton je páté největší město Oklahomy. Leží 78 kilometrů od města Wichita Falls, 44 kilometrů západně od města Duncan a 83 kilometrů od města Altus. Nachází se v oblasti velkých prérií, ve vlhkém subtropickém podnebí s častými změnami denních teplot .

## Doprava
Městem prochází dálnice Interstate 44, která ho spojuje s hlavním městem Oklahoma City. Mezi další významné dopravní tepny patří US Highway 62, která město spojuje s dalšími okresními městy. Poblíž města se nachází letiště.

## Demografie
Podle sčítání lidu ve městě žilo 96 867 obyvatel. Mělo 34 901 domácností a 22 508 rodin. Obyvatelstvo se skládá převážně z bílých Američanů.

### Rasové složení
- 60,3% Bílí Američané
- 21,4% Afroameričané
- 4,7% Američtí indiáni
- 2,6% Asijští Američané
- 0,3% Pacifičtí ostrované
- 3,4% Jiná rasa
- 4,9% Dvě nebo více ras

Obyvatelé hispánského nebo latinskoamerického původu, bez ohledu na rasu, tvořili 12,6% populace.

## Fotogalerie

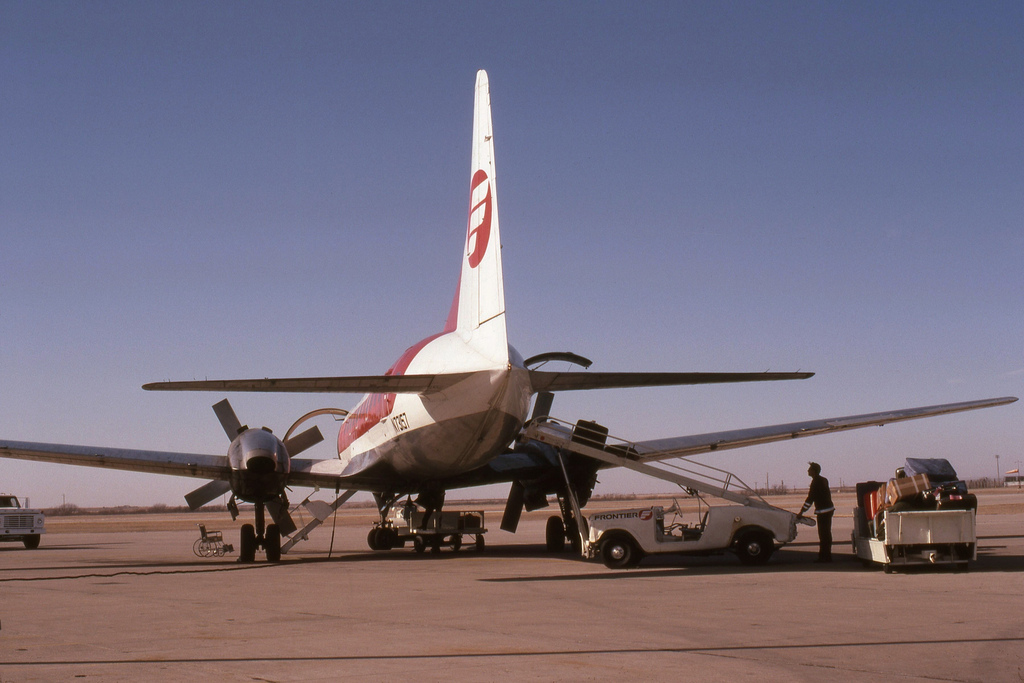
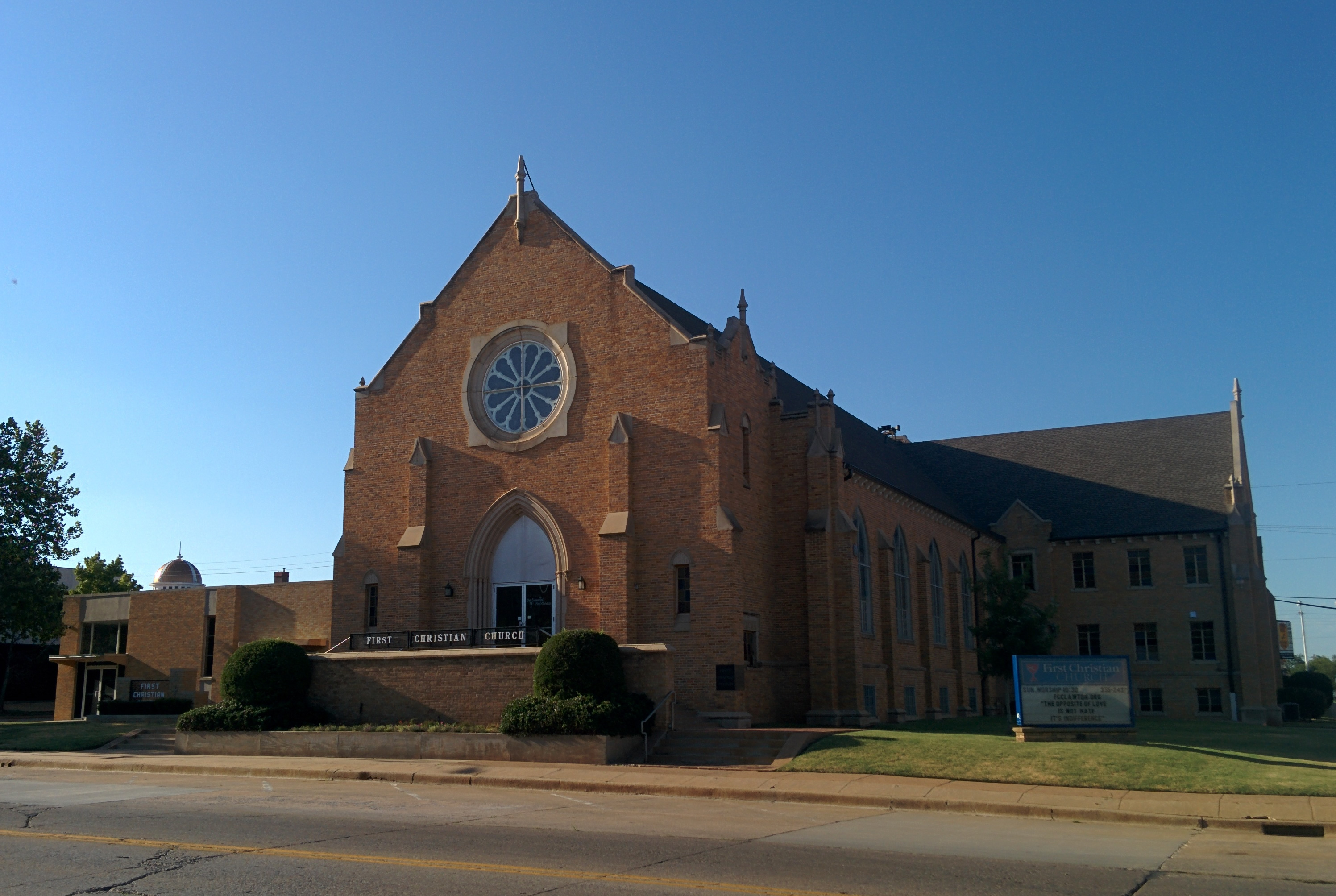
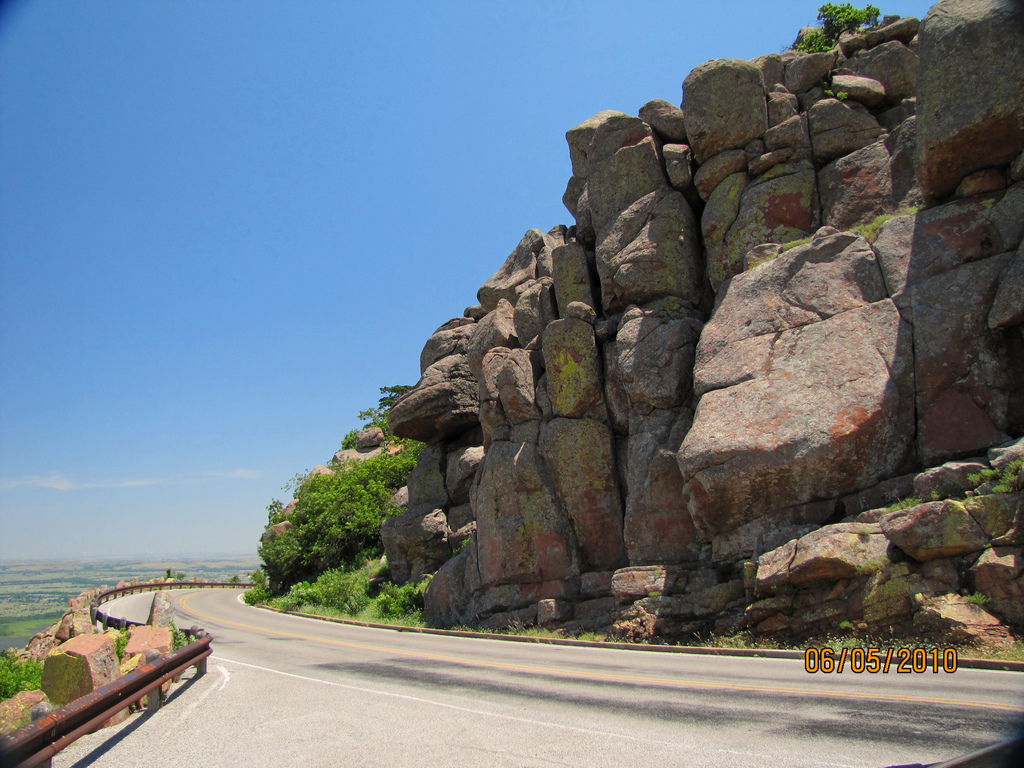

### Struktura obyvatelstva podle věku
- 0-18 … 24,9%
- 18-24 … 15,3%
- 15-44 … 30,2%
- 45-64 … 20,3%
- 65+ … 9,4%

## Partnerská města
- Güllesheim, Německo